# Російсько-український словник наукової термінології
Російсько-український словник наукової термінології — нормативний двомовний (російсько-український) перекладний словник, що зафіксував обидві терміносистеми на початку нового етапу їхнього розвитку, пов'язаного з кризою марксизму-ленінізму та розпадом СРСР.

## Зміст і структура словника
До словника увійшла частина нових термінів, якими збагатилася наукова, навчальна та реферативна література у 1980-х — поч. 1990-х років.
Словник вийшов друком у трьох книгах, що мали певне тематичне спрямування:
- у першій книзі представлено терміни суспільних наук,
- у другій — терміни біологічних наук, хімії, медичних наук,
- у третій — терміни фізичних наук, математичних, технічних, геологічних, фізико-географічних, астрономії тощо.

«Російсько-український словник наукової термінології: Суспільні науки» містить близько 100 тис. термінів і номенів, «є першим у лексикографічній практиці полінауковим словником тісно взаємопов'язаних терміносистем суспільних наук».

## Аудиторія
Корисний тим, хто володіє російською науковою лексикою і бажає оволодіти чи поліпшити знання в галузі українських терміносистем різних наук. Словник допомагає в роботі науковцям, освітянам, працівникам засобів масової інформації, конструкторам, а у навчанні: старшокласникам, студентам і аспірантам.

## У мережі
- «Російсько-український словник наукової термінології: Математика. Фізика. Техніка. Науки про Землю та Космос.» на archive.org
- «Російско-український словник наукової термінології. Суспільні науки» на archive.org
- «Російсько-український словник наукової термінології» на сайті Інституту мовознавства ім. О. О. Потебні [Архівовано 18 серпня 2013 у Wayback Machine.]